# 雅辛戰役
雅辛戰役是第一次世界大戰東非戰場的一場戰役，發生於1915年1月18日–19日的雅辛，交戰雙方分別是位於德屬東非的德國保護軍，以及位於英屬東非的英軍及印軍 。雅辛大戰之始被英軍占領，以確保英屬東非與德屬東非之間的邊界，但英軍卻只讓拉格比爾·辛格（Raghbir Singh）上校率四個印軍連，以僅僅三百人出頭的守軍薄弱地駐防當地 。最終德軍勝利，而拉格比爾·辛格上校也在戰役中戰死。

## 戰役過程
坦噶保衛戰後，德軍指揮官保羅·馮·萊托-福爾貝克為避免坦噶繼續遭受威脅，便決定進攻雅辛。他集結了九個由歐裔軍官指揮的德國保護軍連來發起進攻。
英軍投降後不久，漢森（Hanson）上尉及特納（Turner）上尉被帶去面見萊托-福爾貝克，後者向他們保衛城鎮的態度表示祝賀，然後在得到他們將不再參與戰爭的承諾後，釋放了他們。

## 結果及後續發展
邁克爾·提格準將救援太遲，當他趕到雅辛時，英軍已在僅僅一小時前投降。雖然英軍投降了，但萊托-福爾貝克意識到德軍軍官和彈藥正在流失，正意味著他很難承受如此大規模的對抗，而需要以游擊戰來代替。於是他將注意力從與英軍進行決戰，轉為針對烏干達鐵路的作戰。英軍對此則以撤退與集結部隊作為回應，藉此減少被襲擊的風險並讓防守容易些。因此，他們推遲了入侵德屬東非的行動好一陣子。

## 註解
1. ↑  英文中稱Battle of Jassin，又稱Battle of Yasin、Battle of Jasin、Battle of Jasini[1] 或Battle of Jassini[2][3]
2. ↑  位於雅辛南方超過五十公里

## 延伸閱讀
- 雅辛戰役的細節報告，由Dennis L. Bishop及Holger Dobold著

4°40′53″S 39°11′05″E / 4.6814°S 39.1847°E